# Cardamine glanduligera
Cardamine glanduligera là một loài thực vật có hoa trong họ Cải. Loài này được O.Schwarz mô tả khoa học đầu tiên năm 1939.